# Gleinstätten
Gleinstätten – gmina targowa w Austrii, w kraju związkowym Styria, w powiecie Leibnitz. Według danych Austriackiego Urzędu Statystycznego liczyła 2831 mieszkańców (1 stycznia 2015).